# Praga Digitals
Pour les articles homonymes, voir Praga (homonymie).
 (décembre 2023).
Praga est un label discographique français fondé en 1991.

## Histoire
Praga est fondé en 1991 par Pierre-Émile Barbier dans le but de rééditer des archives sonores de la radio tchécoslovaque. La firme nationale Supraphon ayant cessé - à partir de 1989 et durant quelques années - de produire de nouveaux enregistrements, P.-E. Barbier a créé une section Praga Digitals en 1992 pour distinguer les anciennes des récentes productions enregistrées numériquement. Les parutions sortent en format CD ou SA-CD, et sont distribuées jusqu'en 1996 par Le Chant du monde et ensuite par Harmonia Mundi.